# Мурський Олександр Олександрович
Олекса́ндр Олекса́ндрович Му́рський (Мульман; нім. Alexander Murski; 1869—1943) — німецький актор і режисер.

## Життєпис
Народився 1869 року в Санкт-Петербурзі.
З кінця XIX століття грав переважно в невеликих російських театрах.
1899—1900 — актор Російського театру в Литві.
1901—1903 — актор московського Малого театру.
Виступав в антрепризі Макса Максіна, згодом відомого німецького кінопродюсера., був актором трупи М. М. Синельникова.
Працював у Київській російській драмі, володів українською мовою, грав роль Хлестакова в «Ревізорі», поставленому Миколою Садовським українською мовою. Викладав репертуар в Одеському українському театральному інституті імені Марка Кропивницького, що діяв 1919—1924 років.
У лютому 1922 року гастролював з російською театральною трупою з «Чортом» Ференца Мольнара. Тоді ж вперше приїхав до Парижа.
Від 1924 року Мурський почав інтенсивно зніматися в Берліні, як правило у ролях поважних осіб (1924 — роль містера Аделскройда у фільмі «Міхаель», 1925 рік — роль судді у «Die Insel der Träume», 1926 — роль старшого прокурора, 1927 — роль прем'єр -міністра у «Die Geliebte des Gouverneur», 1929 — роль банкіра у фільмі «Втеча до іноземного легіону» і роль сера Чарльза Баскервіля у «Собаці Баскервілів»). Часто Мурського також використовували у ролях росіянина в літературному, драматичному та історичному матеріалі.
Будучи євреєм, 1939 року втік від переслідувань нацистського режиму Німеччини до Парижу. Там кілька разів грав у спектаклях російських театральних труп у вигнанні, а також поставив такі п'єси, як «Вовки та вівці» О. Островського.
До березня 1940 року мистецьку діяльність Мурського можна простежити по так званих творчих вечорах культурних заходів російської еміграції, що проводилися в Російській консерваторії в Парижі.
Там він був членом правління Харківського земляцтва (1939), брав участь у вечорах Одеського і Харківського земляцтв.
З приходом німецьких військ до Франції переїхав з Парижу до Тулузи, де й помер у квітні 1943 року.

#### Фільмографія (нім.)
| - 1923 — Im Schatten der Moschee - 1923 — Zaida, die Tragödie eines Modells - 1924 — Michael - 1924 — Komödie des Herzens - 1924 — Zwei Kinder - 1925 — Die Insel der Träume - 1925 — Die Prinzessin und der Geiger - 1925 — Die freudlose Gasse - 1925 — Die gefundene Braut - 1925 — Das Fräulein vom Amt - 1925 — Liebe macht blind - 1926 — Sein größter Fall - 1926 — Staatsanwalt Jordan - 1926 — Dagfin - 1926 — Ein Mordsmädel - 1927 — Die glühende Gasse - 1927 — Die Geliebte des Gouverneurs - 1927 — Mata Hari - 1927 — Pique Dame - 1927 — Die heilige Lüge - 1927 — Heimweh - 1927 — Die berühmte Frau - 1927 — Luther — Ein Film der deutschen Reformation | - 1927 — Manege - 1928 — Die geheime Macht - 1928 — Zwei rote Rosen - 1928 — Eva in Seide - 1928 — Rasputins Liebesabenteuer - 1928 — Die Republik der Backfische - 1928 — Der Mann mit dem Laubfrosch - 1929 — Fräulein Else - 1929 — Flucht in die Fremdenlegion - 1929 — Der Hund von Baskerville - 1929 — Der Leutnant ihrer Majestät - 1929 — Der Günstling von Schönbrunn - 1929 — Spielereien einer Kaiserin - 1929 — Der weiße Teufel - 1930 — Cyankali - 1930 — Die Jagd nach dem Glück - 1930 — Das Flötenkonzert von Sans-souci - 1930 — Der Fall des Generalstabs-Oberst Redl - 1931 — Jeder fragt nach Erika - 1931 — Im Geheimdienst - 1931 — Der ungetreue Eckehart - 1932 — Rasputin - 1932 — Tausend für eine Nacht |